# Juanita Moore
Juanita Moore (født 19. oktober 1914, død 1. januar 2014) var en amerikansk tv- og filmskuespiller. Hun var den femte afroamerikaner til at blive nomineret til en Oscar i en vilkårlig kategori, og den tredje i kvindelige birolle kategori på et tidspunkt, hvor kun en enkelt afroamerikaner, Hattie McDaniel i Borte med blæsten (1939), havde vundet en Oscar.
Hendes mest berømte rolle var som Annie Johnson i filmen Lad andre kun dømme (1959).